# Kontiskan
Kontiskan (även Konti-Skan) är en elförbindelse via sjökabel för högspänd likström (HVDC) mellan Danmark och Sverige. Förbindelsen invigdes 1965 och har sedan dess uppgraderats till högre effekter, senast 2017-2019 för 250 Mkr. På danska sidan finns omformarstation i närheten av Vester Hassing i Ålborgs kommun och på den svenska sidan med två stationer i Lindome, Mölndals Stad.

## Teknisk beskrivning
Förbindelsen består av två sjökablar. Konti-Skan 1 som byggdes 1965 överförde upp till 250 megawatt (MW) med 250 kV spänning. År 2006 flyttades Konti-Skan 1:s omriktarstation från Stenkullen till Lindome. Konti-Skan 2 som byggdes 1988 överförde 300 MW med en spänning på 285 kV.
Idag är den officiella överföringskapaciteten för de två förbindelserna tillsammans 715 MW (NTC, Net transfer capacity).

## Förnyelse
Svenska kraftnät och danska Energinet beslöt i februari 2025 att förnya Konti-Skan 1 och 2 när de når sin tekniska livslängd i mitten av 2030-talet. Den nya kabeln, Konti-Skan Connect, kommer att behöva ha en högre kapacitet, 1 000 MW, för att då möta ett kraftigt ökat elbehov och mer väderberoende elproduktion. Den förväntas ge stabilare elpriser, stärka effekttillräckligheten och ge stora samhällsekonomiska värden. Överföringsförmågan bidrar till lönsamhet i utbyggd elproduktion genom möjlighet att exportera överskott. Färdigställandet sammanfaller med en stärkt överföringsförmåga mellan norra och södra Sverige. Kostnaden bedöms preliminärt uppgå till 6,5 miljarder kr.